# Campeonato Europeu de Atletismo em Pista Coberta de 2019 - Salto em altura feminino
A prova do salto em altura feminino do Campeonato Europeu de Atletismo em Pista Coberta de 2019 foi disputada entre os dias  1 e 3 de março de 2019 na Emirates Arena, em Glasgow, no Reino Unido. 

## Recordes
Antes desta competição, os recordes mundiais e do campeonato nesta prova eram os seguintes:
|                       | Nome            | Nacionalidade | Altura  | Local      | Data                   |
| --------------------- | --------------- | ------------- | ------- | ---------- | ---------------------- |
| Recorde mundial       | Kajsa Bergqvist | Suécia        | 2m 08cm | Arnstadt   | 4 de fevereiro de 2006 |
| Recorde do campeonato | Tia Hellebaut   | Bélgica       | 2m 05cm | Birmingham | 3 de março de 2007     |
| Recorde europeu       | Kajsa Bergqvist | Suécia        | 2m 08cm | Arnstadt   | 4 de fevereiro de 2006 |

## Medalhistas
| Oruro             | Prata                    | Bronze                  |
| Mariya Lasitskene | Ucrânia Yuliya Levchenko | Lituânia Airinė Palšytė |

## Cronograma
Todos os horários são locais (UTC+0).
| Data       | Hora  | Evento       |
| ---------- | ----- | ------------ |
| 1 de março | 19:00 | Qualificação |
| 3 de março | 19:15 | Final        |

## Resultados

### Qualificação
Qualificação: 1,96 m (Q) ou os 8 melhores qualificados (q).
| Posição | Grupo | Atleta             | Nacionalidade               | 1.75 | 1.81 | 1.85 | 1.89 | 1.93 | Resultados | Notas |
| ------- | ----- | ------------------ | --------------------------- | ---- | ---- | ---- | ---- | ---- | ---------- | ----- |
| 1       | B     | Mariya Lasitskene  | Atletas Neutros Autorizados | –    | –    | o    | o    | xo   | 1.93       | q     |
| 1       | B     | Yuliya Levchenko   | Ucrânia                     | –    | o    | o    | o    | xo   | 1.93       | q     |
| 3       | A     | Erika Kinsey       | Suécia                      | o    | o    | xo   | xxo  | xo   | 1.93       | q, =  |
| 4       | B     | Airinė Palšytė     | Lituânia                    | –    | o    | o    | o    | xxo  | 1.93       | q     |
| 5       | B     | Morgan Lake        | Grã-Bretanha                | –    | o    | xo   | o    | xxo  | 1.93       | q     |
| 5       | B     | Kateryna Tabashnyk | Ucrânia                     | –    | o    | xo   | o    | xxo  | 1.93       | q     |
| 7       | A     | Maruša Černjul     | Eslovênia                   | o    | o    | o    | o    | xxx  | 1.89       | q     |
| 7       | A     | Iryna Herashchenko | Ucrânia                     | –    | o    | o    | o    | xxx  | 1.89       | q     |
| 7       | B     | Michaela Hrubá     | Chéquia                     | o    | o    | o    | o    | xxx  | 1.89       | q     |
| 7       | A     | Imke Onnen         | Alemanha                    | –    | o    | o    | o    | xxx  | 1.89       | q     |
| 7       | A     | Daniela Stanciu    | Roménia                     | –    | o    | o    | o    | xxx  | 1.89       | q     |
| 7       | A     | Karina Taranda     | Bielorrússia                | –    | o    | o    | o    | xxx  | 1.89       | q     |
| 13      | A     | Marija Vuković     | Montenegro                  | o    | xo   | xo   | o    | xxx  | 1.89       |       |
| 14      | B     | Tonje Angelsen     | Noruega                     | o    | o    | o    | xo   | xxx  | 1.89       |       |
| 14      | A     | Sofie Skoog        | Suécia                      | o    | o    | o    | xo   | xxx  | 1.89       |       |
| 16      | B     | Prisca Duvernay    | França                      | o    | xxo  | o    | xo   | xxx  | 1.89       |       |
| 17      | A     | Elena Vallortigara | Itália                      | o    | xo   | xxo  | xxo  | xxx  | 1.89       |       |
| 18      | B     | Ana Šimić          | Croácia                     | –    | o    | o    | x-   | xx   | 1.85       |       |
| 18      | B     | Alessia Trost      | Itália                      | o    | o    | o    | xxx  |      | 1.85       |       |
| 20      | B     | Salome Lang        | Suíça                       | o    | o    | xo   | xxx  |      | 1.85       |       |
| 20      | A     | Claire Orcel       | Bélgica                     | o    | o    | xo   | xxx  |      | 1.85       |       |
| 20      | B     | Bianca Salming     | Suécia                      | o    | o    | xo   | xxx  |      | 1.85       |       |
| 23      | A     | Tatiana Gousin     | Grécia                      | –    | xo   | xxo  | xxx  |      | 1.85       |       |
| 23      | B     | Jessica Kähärä     | Finlândia                   | xo   | o    | xxo  | xxx  |      | 1.85       |       |
| 25      | A     | Ella Junnila       | Finlândia                   | xxo  | o    | xxo  | xxx  |      | 1.85       |       |
| 26      | A     | Sommer Lecky       | Irlanda                     | o    | xxx  |      |      |      | 1.75       |       |

### Final
A final aconteceu às 19:15 no dia 3 de março de 2019. 
| Posição           | Atleta             | Nacionalidade               | 1.79 | 1.83 | 1.87 | 1.91 | 1.94 | 1.97 | 1.99 | 2.01 | 2.05 | Resultados | Notas                |
| ----------------- | ------------------ | --------------------------- | ---- | ---- | ---- | ---- | ---- | ---- | ---- | ---- | ---- | ---------- | -------------------- |
| Medalha de ouro   | Mariya Lasitskene  | Atletas Neutros Autorizados | –    | –    | o    | o    | o    | o    | o    | xo   | xxx  | 2.01       |                      |
| Medalha de prata  | Yuliya Levchenko   | Ucrânia                     | o    | o    | o    | o    | o    | o    | xo   | xxx  |      | 1.99       |                      |
| Medalha de bronze | Airinė Palšytė     | Lituânia                    | o    | o    | o    | o    | o    | o    | xxx  |      |      | 1.97       |                      |
| 4                 | Kateryna Tabashnyk | Ucrânia                     | –    | o    | o    | o    | o    | xxo  | xxx  |      |      | 1.97       |                      |
| 5                 | Iryna Herashchenko | Ucrânia                     | –    | o    | o    | o    | xo   | xxx  |      |      |      | 1.94       |                      |
| 6                 | Michaela Hrubá     | Chéquia                     | o    | o    | xo   | o    | xxo  | xxx  |      |      |      | 1.94       | Recorde da temporada |
| 7                 | Erika Kinsey       | Suécia                      | o    | o    | o    | o    | xxx  |      |      |      |      | 1.91       |                      |
| 7                 | Imke Onnen         | Alemanha                    | o    | o    | o    | o    | xxx  |      |      |      |      | 1.91       |                      |
| 9                 | Morgan Lake        | Grã-Bretanha                | –    | o    | o    | xxo  | xxx  |      |      |      |      | 1.91       |                      |
| 10                | Maruša Černjul     | Eslovênia                   | o    | o    | xxo  | xxo  | xxx  |      |      |      |      | 1.91       | Recorde pessoal      |
| 11                | Daniela Stanciu    | Roménia                     | –    | o    | o    | xxx  |      |      |      |      |      | 1.87       |                      |
| 12                | Karina Taranda     | Bielorrússia                | o    | o    | xo   | xxx  |      |      |      |      |      | 1.87       |                      |

Legenda
| Recorde mundial       | Recorde mundial (World record)               |                       | Recorde africano                      | Recorde africano (African) |                                           | Q | Classificado por posição (Qualified) |
| Recorde do campeonato | Recorde do campeonato (Championship record)  | Recorde da América    | Recorde da América (Americas)         | q                          | Classificado por melhor tempo (Qualified) |   |                                      |
| Melhor marca do ano   | Melhor marca do ano (World leading)          | Recorde asiático      | Recorde asiático (Asian)              | DNS                        | Não largou (Did not start)                |   |                                      |
| Recorde nacional      | Recorde nacional (National record)           | Recorde europeu       | Recorde europeu (European)            | DNF                        | Não terminou (Did not finish)             |   |                                      |
| Recorde pessoal       | Recorde pessoal do atleta (Personal best)    | Recorde da Oceania    | Recorde da Oceania (Oceania)          | DSQ / DQ                   | Desclassificado (Disqualified)            |   |                                      |
| Recorde da temporada  | Recorde da temporada do atleta (Season best) | Recorde sul-americano | Recorde sul-americano (South America) | NM                         | Sem marca (No mark)                       |   |                                      |